# ماركو تشوسيتش
ماركو تشوسيتش (بالكرواتية: Marko Ćosić)‏ هو لاعب كرة قدم كرواتي في مركز قلب الدفاع، ولد في 2 مارس 1994 في زغرب في كرواتيا. شارك مع منتخب كرواتيا تحت 17 سنة لكرة القدم. أما مع النوادي، فقد لعب مع إنتر زابرشيتش.

## وصلات خارجية
- ماركو تشوسيتش على موقع اتحاد كرواتيا (الكرواتية)
- ماركو تشوسيتش على موقع قاعدة بيانات كرة القدم.إي يو (الإنجليزية)
- ماركو تشوسيتش على موقع Soccerway.com (الإنجليزية)